# Кундюба Іван Дмитрович
Іван Дмитрович Кундюба, (24 квітня 1909, село Яблунівка, тепер Ніжинського району Чернігівської області — 20 червня 1975, місто Київ) — український радянський історик, доктор історичних наук, професор Київського державного університету імені Тараса Шевченка.

## Життєпис
Народився в селянській родині. 
У 1920-х роках працював вчителем історії в Носівській школі № 1. 
Закінчив Ніжинський інститут соціального виховання (1932, соціально-економічний факультет), аспірантуру при Державній академії історії матеріальної культури (1935, Ленінград, нині місто Санкт-Петербург). 
У 1935–1937 науковий співробітник Української асоціації марксистсько-ленінських науково-дослідних інститутів, за іншими даним в ці роки перебував на військовій службі. 
1939–1941 старший викладач Київського педагогічного інституту (з перервою). 
1935–1941 працював у вищих навчальних закладах Києва. Учасник Німецько-радянської війни 1941–1945. 
1946-1949 працював у МЗС УРСР, 1946–1947 – у Франції, в. о. заступника голови уповноваженого уряду УРСР з репатріації.
З липня 1949 по вересень 1951 року — голова правління Українського Товариства культурних зв'язків із закордоном.
1949–1955 працював завідувачем кафедри загальної історії Київського педагогічного інституту.
1965-1975 в Київському університеті, з 1956 – доцент кафедри нової історії та міжнародних відносин,  з 1966 – професор кафедри нової і новітньої історії Київ університету. Читав спецкурс «Історія слов'янських країн народної демократії» на відділенні міжнародних відносин історичного факультету. 
Похований у Києві.